# Helcaraxë
Helcaraxë of Helcaracsë (Engels: Grinding Ice) is een fictieve locatie die voorkomt in het boek De Silmarillion van J.R.R. Tolkien.
De Helcaraxë is het noordelijkste deel van de Grote Zee Belegaer, waar Aman en Midden-Aarde het dichtst bij elkaar liggen. De zee is hier bedekt met gebroken en bewegend ijs. Het gebied wordt voor het eerst genoemd als Melkor en Ungoliant er over vluchten uit Aman nadat ze de Silmarillen hebben gestolen en de Twee Bomen van Valinor hebben vergiftigd.
De Noldor, onder aanvoering van Fëanor, achtervolgen Melkor in de schepen, die ze, na de moord op de Teleri, hebben geconfisqueerd. Het andere deel van de Noldor onder leiding van Fëanors halfbroer Fingolfin trekt over land naar het noorden. Omdat Fëanor de schepen na hun aankomst in Midden-Aarde laat verbranden, ziet Fingolfin zich genoodzaakt om over de Helcaraxë te trekken. Bij deze overtocht sterven vele elfen, waaronder Elenwë, de vrouw van Turgon.
Aan het einde van de Eerste Era, als Beleriand grotendeels wordt vernietigd houdt ook de Helcaraxë op te bestaan.